# 上官婉儿
上官婉儿（664年11月24日至12月22日—710年7月21日），唐朝陕州陕县人（今河南三门峡），祖籍陇西上邽（今甘肃天水），唐朝的女官、詩人、政治家，為唐高宗宰相上官仪的孙女，名義上為高宗之才人、中宗年間進拜昭容，因此又稱上官昭容。上官仪获罪遭诛后，上官婉儿随母亲被发配入掖庭为官婢，十四岁时，因聪慧善文得武则天重用任女官，掌管宫中制诰多年，有“巾帼宰相”之名。中宗年间被封为昭容，执掌朝纲，权势日盛，左右朝政，期间大设修文馆学士，代朝廷品评天下诗文，一时词臣多集其门。唐隆政變時，手捧與太平公主共同起草的中宗遺詔「相王輔政」求免，但仍被李隆基下令處死。

## 生平

### 天性韶警
麟德元年冬（公曆664年11月24日-12月2日），祖父上官仪因“离间二圣、无人臣礼”的罪名被杀，连累全族获罪，上官儀之子上官庭芝也被杀，上官庭芝之妻郑氏带着刚刚出生的上官婉儿配入掖庭为奴。郑氏本是太常少卿郑休远之姊，有一定的文学修养，婉儿在母亲的教导下熟读诗书，不仅能吟诗着文，而且明达吏事，聪敏异常。当时掖庭宫设置宫教博士二人，教授宫人书算众艺。有观点认为上官婉儿在宫廷内接受过系统、严格的教育。

### 內掌詔命
儀鳳二年（677年），武后召见了上官婉儿，当场出题考校。婉儿对答如流，文章须臾而成，武后甚是喜欢，免去奴婢身份，令其掌管宫中诏命。墓志载其十三岁为才人，可能是武则天免去其奴婢身份而给予妃嬪名份。
武后称帝之后，诏敕多出其手者，时称“内舍人”，期间曾因违逆旨意被处以黥刑，但此事并未影响武则天对她的信任。万岁通天元年（696年）或圣历元年（698年）后上官婉儿受命处理百司奏表，参决政务，权势日隆。

### 秉國權衡
神龙元年（705年），张柬之等拥护李唐宗室的大臣发动神龙革命，武则天被迫退位，中宗復辟。上官婉儿进拜为九嫔之一的昭容，代中宗掌诏命，类似于顾问或秘书而非後宮。她与韦皇、安乐公主亦多往来，并把自己的情夫武三思引荐给韦后，在韦后和上官婉儿的支持下，武三思成为司空，位列三公，武氏家族再次专权于朝堂。婉儿还向中宗、韦后进言，修改服役制度，减短服役时间，为“出母”服孝三年等，此后又给中宗加尊号为“应天”，给韦氏加尊号为“顺天”，帝后同朝理政。
随着韦、武势力的坐大，太子李重俊的处境非常不利。景龙元年（707年）七月，李重俊联合魏元忠、李多祚等发动重俊之变，杀武三思、武崇訓父子，并要攻入宫中索拿婉儿等人。中宗、韦后等人皆惊慌不已，婉儿十分镇定，她对中宗言“观太子之意，是先杀上官婉儿，然後再依次捕弑皇后和陛下”，并请求中宗登上玄武门，占据有利地形闭门自守，等待援兵，李重俊终兵败被杀。上官婉儿亲近武氏、韦后，这让她的表弟王昱十分担忧，他向婉儿母亲郑氏进言，这样下去必将给上官一族带来灾祸。起初婉儿并不在意，但在李重俊兵变未遂后，她开始转向李唐宗室。
上官婉儿深得中宗信任，专秉内政，祖父一案也被平反，上官仪追赠中书令、秦州都督、楚国公，上官庭芝追赠黄门侍郎、岐州刺史、天水郡公，母亲郑氏封为沛国夫人。她建议中宗扩大书馆，增设学士，广召当朝词学之臣，多次赐宴游乐，赋诗唱和。上官婉儿每次都同时代替中宗、韦后和安乐公主，数首并作，诗句优美，时人大多传诵唱和。对大臣所作之诗，中宗又令上官婉儿进行评定，名列第一者，常赏赐金爵，贵重无比。朝廷內外，吟詩作賦，靡然成風。母亲郑氏去世后追谥为节义夫人，婉儿上表将自己的品级降为婕妤以示哀悼，不久之后恢复。她还在宫外置办門第，穿池筑岩，修建庭院，穷极雕饰。亭台阁宇、园榭廊庑，风雅盛极一时，常引大臣宴乐其中，并与崔湜淫乱，为其谋取官职。上官婉儿酷爱藏书，曾藏书万余卷，所藏之书均以香薰之。百年之后，其书流落民间，依然芳香扑鼻且无虫蛀。
婉兒一直被認為是韋后母女的黨羽，但其墓志铭记载，婉兒的形象截然不同，婉儿曾四次向中宗进谏，誌文中提及中宗欲立安樂公主為皇太女不成，公主遂結黨營私，婉兒因此幾度力爭，希望中宗除去公主的黨羽，中宗不從，从检举揭发，到辞官不做，再到削发为尼，都没有得到中宗准许，最终以死相谏。喝毒酒后，太医紧急救治，才得以保命，在这件事情结束以后，上官婉儿自请降级，中宗本来不同意这件事情，但是，在上官婉儿的一再要求下，他最终同意了她的请求，辭去昭容一職，将她降为婕妤，值得注意的是，安乐公主立皇太女一事，在史料中僅說是安樂公主對父亲撒嬌的行為。但是，从上官婉儿的誌文可看出中宗本人的意向，如果誌文的敘述無誤，那麼中宗可能是中國史上第一個考慮立女性繼承人的皇帝，而安乐公主也差一點就能成為中國史上的第二位女皇帝。

### 亡身倉卒
景龙四年六月（710年7月），中宗突然驾崩，韦后将台阁政职、内外兵马大权以及中央禁军等全部安排了自己的党羽和族人，朝政大权尽落韦氏之手。上官婉儿与太平公主起草了一份遗诏，立李重茂为皇太子，李旦辅政，韦后为皇太后摄政，以平衡各方势力，然而宰相宗楚客、韦温更改诏书，劝韦后效仿武则天。得到消息的临淄王李隆基与太平公主商议，决定先下手为强，7月21日李隆基發動唐隆政變，以禁軍官兵攻入宫中，杀死韦后、安乐公主及所有韦后一党，拥立其父李旦。上官婉兒執燭率宮人迎接，並把她與太平公主所擬遺詔拿給劉幽求觀看，以证明自己是和李唐宗室站在一起的，劉幽求拿著遺詔求李隆基開恩，但李隆基执意杀之。死时年僅四十六歲。
景云元年八月二十四日，由睿宗下诏恢复昭容的称号，依礼制安葬于雍州咸阳县茂道乡洪渎原，太平公主非常哀伤，派人去吊祭，并出钱五百匹绢。景云二年（711年）七月间，追谥「惠文」。太平公主还上表请求为上官婉儿编集文集，文集二十卷，張說作序，今佚。《全唐詩》收其遺詩三十二首。

## 文詞
上官婉儿在诗歌方面继承和发展了祖父上官仪的文风，重视诗的形式技巧，对声辞之美较为看重，擅长体现事物图貌的细腻、精巧。中宗年间，因其政治地位的影响，“绮错婉媚”的诗风逐渐影响了宫廷诗人乃至其他士人的创作方向，“上官体”也成为了上流社会的创作主流。王梦鸥在《初唐诗学著述考》中记载“尤以中宗复位以后，迭次赐宴赋诗，皆以婉儿为词宗，品第群臣所赋，要以采丽与否为取舍之权衡，于是朝廷益靡然成风” 。
上官婉儿设立修文馆，广召当朝词学之臣，大力开展文化活动。婉儿在这期间主持风雅，与学士争务华藻，写诗赛诗，对文人提拔奖掖。近代文艺理论家谢无量称“婉儿承其祖，与诸学士争务华藻，沈、宋应制之作多经婉儿评定，当时以此相慕，遂成风俗，故律诗之成，上官祖孙之力尤多矣” 。
此外，上官婉儿还在开拓唐代园林山水诗的题材方面多有贡献，如《游长宁公主流杯池》，突破了以往写景状物的宫廷诗歌形式，寓情于景，却更具有自然山水味，对盛唐山水诗的形成具有一定的意义。清代文人陆昶在《历朝名媛诗词》中称赞道“昭容才思鲜艳，笔气舒爽，有名士之风”。

## 逸事

### 掩飾黥跡
唐代小说家段成式在《酉阳杂俎》中记载“今妇人面饰用花子，起自上官昭容，所制以掩黥迹”，说的是上官婉儿违背了武则天的旨意因而被罚在额头上刻字以示惩戒，后她为掩饰这伤疤在额头处刺了一朵红色梅花，谁料更显娇媚，宫人纷纷效仿，名曰“红梅妆”；也有说法是武则天在婉儿额头上刻的就是梅花，婉儿从额顶梳下一些头发遮住印记，称为“瀏海”，也被很多女子效仿而流传开来。
关于上官婉儿为何受黥刑则有多种说法，唐人段公路在《北户录》中有记载“天后（武则天）每对宰臣，令昭容（婉儿）卧于案裙下，记所奏事。一日宰相对事，昭容窃窥，上觉。退朝，怒甚，取甲刀札于面上，不许拔。昭容遽为乞拔刀子诗。后为花子，以掩痕也”。在情色小说《控鹤监秘记》中描述她与男宠张昌宗偷情调谑被武则天发现因而受罚。

### 稱量天下
据《新唐书》记载，婉儿将生时，其母郑氏梦见一巨人，交予她一秤，并称“持此称量天下士。”郑氏闻之想所怀必为一男孩，等其成年后必可称量天下人才，岂知生下来是一女儿，郑氏故而不乐。但这女婴清新秀丽胜过其母，及满月时，郑氏把婉儿抱在怀中戏语道：“汝能称量天下士么？”这襁褓之儿竟能呀呀地相应。待唐中宗年间，婉儿专秉内政，代朝廷品评天下诗文，果然“称量天下士”。

### 木門題詩
相传李贤被母武则天贬为庶人，流放巴州，途经木门（今四川省广元市旺苍县木门镇），曾与木门寺内方丈在石上晒经，巨石上刻有佛像700余尊，曰“晒经石”，他写下“明允受谪庶巴州，身携大云梁潮洪，晒经古刹顺母意，堪叹神龙云不逢”的诗句为自己感到惋惜。后来上官婉儿去巴州看望李贤，行至此地，闻李贤被害，就在“晒经石”上修建亭子（惜毁于战火），题写《由巴南赴静州》一诗于亭上，怀念李贤：“米仓青青米仓碧，残阳如诉亦如泣。瓜藤绵瓞瓜潮落，不似从前在芳时。”

## 墓葬

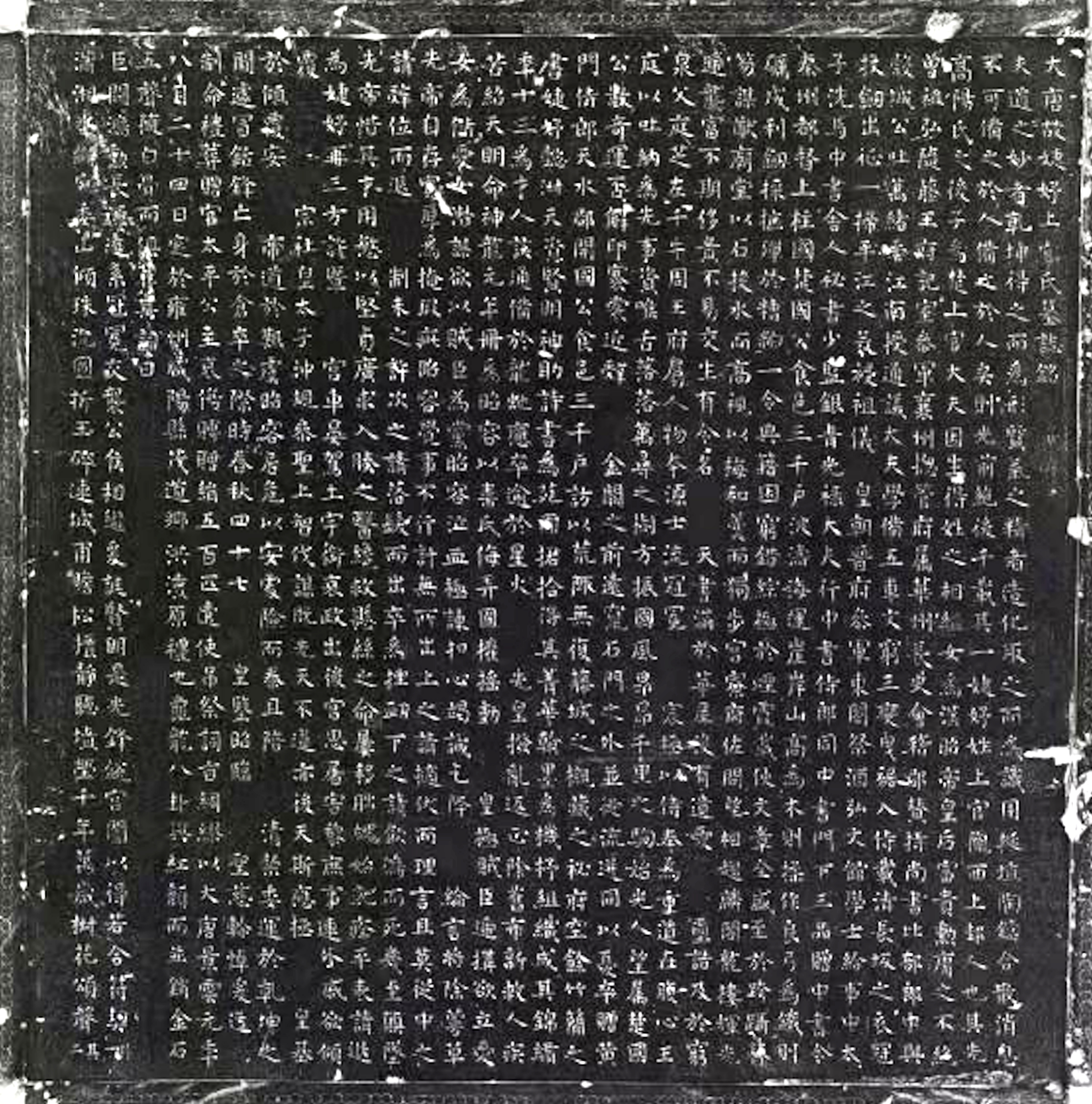
上官婉儿墓志铭

2013年8月，陕西省考古研究院在西咸新区空港新城园区南大道项目建设用地的考古工作中发现了上官婉儿墓，位于咸阳市渭城区北杜镇邓村北，东南距西安咸阳国际机场4.2公里，距唐长安城遗址约25公里。墓地规模不大，陪葬品也不多，出土墓志盖题“大唐故昭容上官氏铭”，志文楷书，近一千字，记载上官昭容世系、生平、享年、葬地等信息，可以确定墓主人的身份。根据墓志记载，上官婉儿葬于唐景云元年（即公元710年）八月二十四日，与史料记载相符。该地在唐朝为“雍州咸阳县茂道乡洪渎原”，是北朝晚期至隋唐时期京师长安附近重要的墓葬区。
墓葬的等级较高，整个墓是一座斜坡墓道多天井和小龛的单室砖券墓，水平全长36.5米，由墓道、5个天井、5个过洞、4个壁龛、甬道和墓室等部分组成。在墓道和墓室内没有壁画，墓室系明圹砖券夯筑，正方形，边长4.5米，最深达10.1米，顶部全部塌陷，铺地砖全部被揭起，四壁残余部分最高1.38米，未发现棺椁痕迹，甬道内有墓誌一合，墓誌蓋上以篆體書三行、行三字，题：「大唐故昭容上官氏铭」，墓誌內文則用楷書題寫。墓葬曾遭大规模毁坏，据专家分析很可能是古时的“官方毁墓”行为。
2014年1月7日，陕西省考古研究院对外正式公布了墓志内容，墓志题为《大唐故婕妤上官氏墓志铭并序》，共982字。墓志的公布引发了媒体高度关注和网友热议，上官婉儿墓亦入围了2013年度中国十大考古新发现初评，但未能最终当选。2014年5月，上官婉儿墓被列入陕西省第六批文物保护单位。墓葬现已回填建成遗址公园，被命名为唐昭容上官婉儿公园，将成为民众凭吊上官婉儿的场所。
上官婉儿墓中残存骸骨，经过检测被证实为黄牛的枕骨，考古人员推测可能是陪葬品。
2022年4月尾，陕西考古博物馆首次展出上官婉儿的墓志。上官婉儿的墓室受到严重破坏，有考古学家认为是玄宗毁墓。

## 评价
正史多抨击其淫乱和操控朝纲，指其私通外臣，攀附韦、武。但据墓志记载，上官婉儿与太平公主关系密切，并非与韦后一伙，有观点认为李隆基为了免除后患，在仓促之中将婉儿杀害。
时人多赞誉其文才和政治才能：“两朝兼美，一日万机”、“二十年间，野无遗逸”、“博涉经史，精研文笔”。
后世文人则多推崇其文学才华：“英奇女子也”。亦有观点认为上官婉儿有功于文坛，有恩于诗人，加上地位显赫，对其诗歌造诣的评价溢美偏高。

### 淫乱宫闱的疑点
正史多指责她與武三思、崔湜通姦（最早见于《旧唐书》），但流传下来的唐朝文献中并无此方面的确凿记载。《景龙文馆记》中“而晚年颇外通朋党，轻弄权势，朝廷畏之矣。”这个“通”字可以是私通，但结合相关史料，更合理的解释是朋党之间的交接往来，故有理由怀疑《旧唐书》把一种可能存在的事当成了言之凿凿的史实。

## 圖集

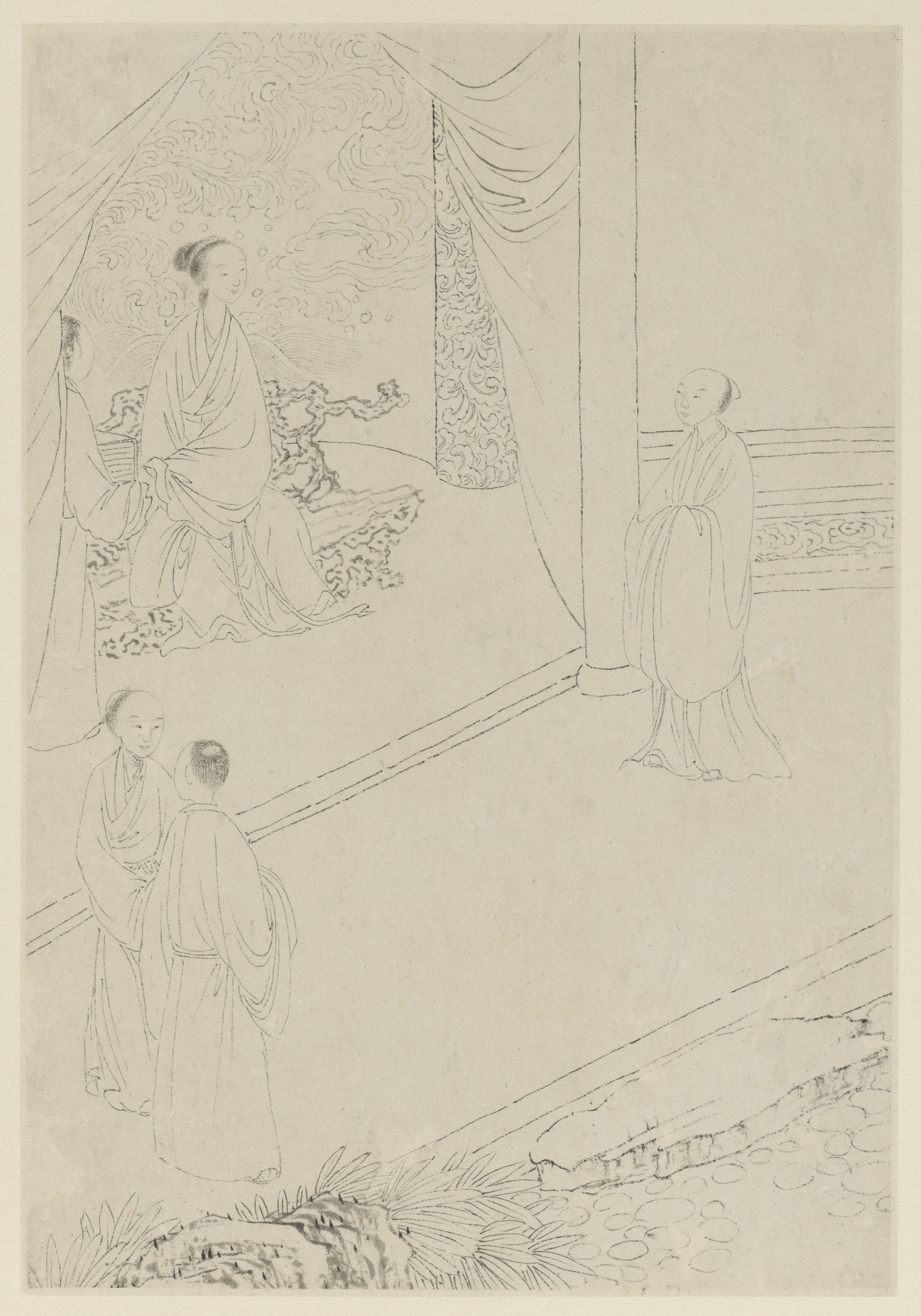
昭容枰詩，清改琦繪
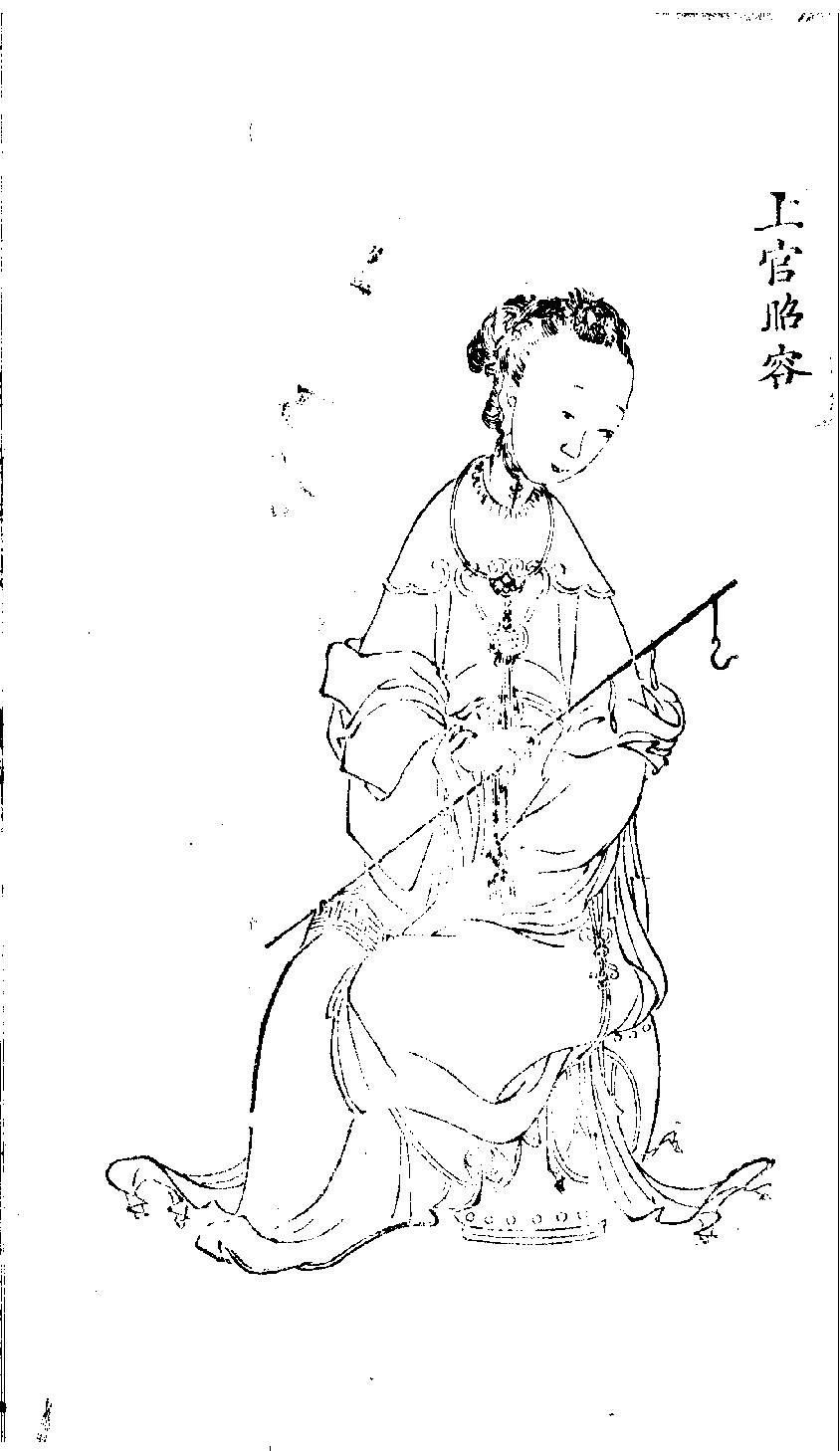
《歷朝名媛詩詞》中的画像
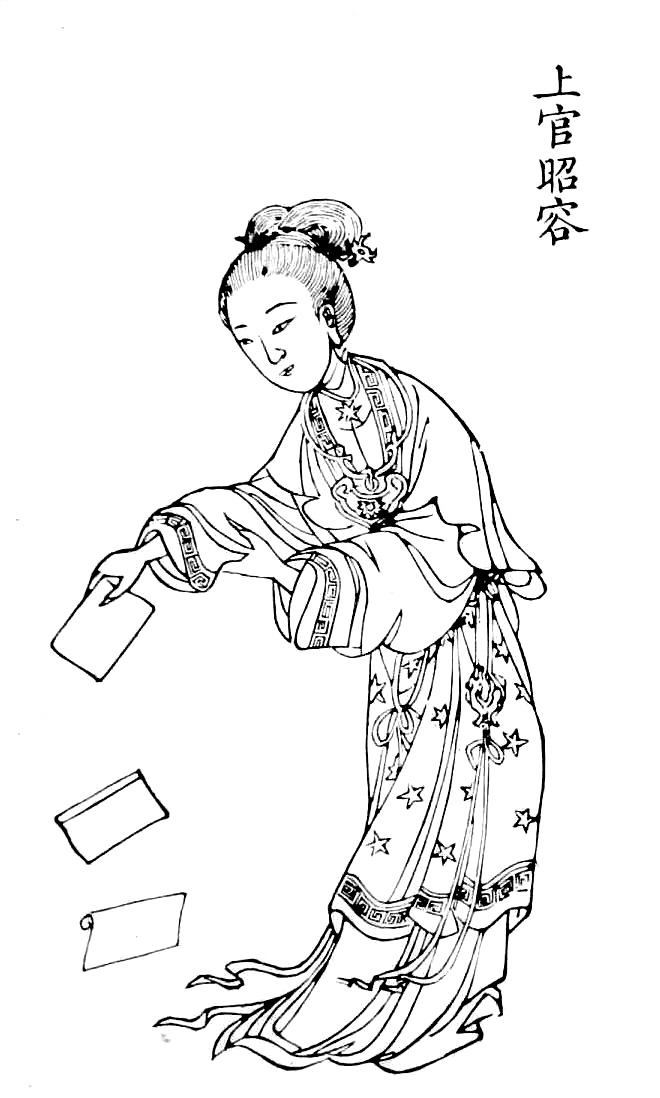
《百美新咏图传》

## 相關作品

### 电视剧
为第一主演
| 年份   | 电视剧名       | 饰演者         | 备注           |
| ------ | -------------- | -------------- | -------------- |
| 1976年 | 武则天         | 陈琪琪         | 香港佳藝電視版 |
| 1984年 | 武则天         | 刘红芳         |                |
| 1985年 | 一代女皇       | 贝心瑜         |                |
| 1986年 | 一代公主       | 贝心瑜         |                |
| 1990年 | 唐明皇         | 凌宗英         |                |
| 1995年 | 武则天         | 茹 萍          |                |
| 1998年 | 大唐御史谢瑶环 | 陳 昱          |                |
| 1998年 | 上官婉儿       | 阮丹宁         |                |
| 1999年 | 镜花缘传奇     | 黄宇诗         |                |
| 1999年 | 大明宫词       | 白 雪          |                |
| 2003年 | 护国良相狄仁杰 | 刘玉婷         |                |
| 2003年 | 至尊红颜       | 张丹露         |                |
| 2006年 | 无字碑歌       | 廖晓琴         |                |
| 2009年 | 盛世仁杰       | 唐 寧          |                |
| 2011年 | 武则天秘史     | 钟欣桐         |                |
| 2012年 | 太平公主秘史   | 孙耀琦、涂黎曼 |                |
| 2013年 | 唐宫燕         | 陈秀丽         |                |
| 待播出 | 大唐文宗       | 李芯逸         |                |
| 待播出 | 上官婉儿       | 侯梦瑶         |                |

### 电影
| 年份   | 电影片名         | 饰演者 | 备注               |
| ------ | ---------------- | ------ | ------------------ |
| 1939年 | 武则天           | 白 虹  |                    |
| 1963年 | 武则天           | 丁 寧  | 李翰祥执导香港电影 |
| 1991年 | 何仙姑传奇       | 吕海琴 | 林政勋执导台湾电影 |
| 2009年 | 大明宫           | 周丹妮 | 金铁木执导的纪录片 |
| 2011年 | 狄仁杰之通天帝国 | 李冰冰 | 片中名：上官静儿   |

### 文学
| 年份   | 书名                 | 作者       | 备注                   |
| ------ | -------------------- | ---------- | ---------------------- |
| 1962年 | 女帝奇英传           | 梁羽生     |                        |
| 1993年 | 上官婉儿传           | 田 原      | ISBN 978-957-9495-67-7 |
| 1996年 | 绝代才女上官婉儿     | 宁业高     |                        |
| 2006年 | 来自大唐的情人       | 西岭雪     | ISBN 978-7-5387-2142-3 |
| 2007年 | 上官婉儿             | 趙 玫      |                        |
| 2011年 | 红颜宰辅             | 李靖岩     |                        |
| 2011年 | 多才风雅上官婉儿     | 王德英     | ISBN 978-7-5463-5012-7 |
| 2011年 | 四大才女之上官婉儿传 | 许广陵     | ISBN 978-7-5113-0405-6 |
| 2013年 | 日月當空（全十八卷） | 黃 易      |                        |
| 2013年 | 醉枕江山             | 月 關      |                        |
| 2013年 | 上官婉儿             | faith      | 百合同人小说           |
| 2014年 | 巾帼宰相上官婉儿     | 于赓哲     |                        |
| 2014年 | 龍戰在野（全十八卷） | 黃 易      |                        |
| 2015年 | 天地明環             | 黃 易      |                        |
| 2015年 | 旧唐                 | 未见钗头凤 | 百合同人小说           |
| 2019年 | 上官婉儿和她的大唐   | 寇 研      | ISBN 9787534885709     |

### 戏剧
| 首演年份 | 剧名             | 类型   | 主创                   | 备注                       |
| -------- | ---------------- | ------ | ---------------------- | -------------------------- |
| 1962年   | 武则天           | 话剧   | 北京人民艺术剧院       |                            |
| 1988年   | 粉黛冤家         | 豫剧   | 郑州市豫剧二团         | 剧作者另创作有《乱世才媛》 |
| 2001年   | 武后与婉儿       | 豫剧   | 台湾国光剧团豫剧团     | 由《粉黛冤家》改编         |
| 2003年   | 上官婉儿         | 高甲戏 | 厦门市金莲升高甲剧团   | 李莉 饰演                  |
| 2007年   | 武则天           | 京剧   | 北京京剧院             | [ 55 ]                     |
| 2011年   | 上官婉儿         | 蒲剧   | 陕县蒲剧团             | [ 56 ]                     |
| 2013年   | 武则天与上官婉儿 | 潮剧   | 广东澄海市潮剧团       |                            |
| 2012年   | 无字碑           | 京剧   | 湖南省京剧保护传承中心 | [ 57 ]                     |

### 其它
| 年份   | 名称       | 类型   | 备注               |
| ------ | ---------- | ------ | ------------------ |
| 2010年 | 昭容遗篇叹 | 歌曲   | 歌手：陌上颜烬     |
| 2018年 | 王者荣耀   | 游戏   | 职业：法師、刺客   |
| 2018年 | 宫廷计     | 游戏   | 职业：尚食（橙色） |
| 2021年 | 彩书怨     | 广播剧 | 制作：712配音组    |
| 2021年 | 忘川风华录 | 游戏   | 忘川名士：巾帼宰相 |